# Qassiarsuk
Qassiarsuk – osada na południowym wybrzeżu Grenlandii, w gminie Kujalleq. Qassiarsuk znajduje się w miejscu, w którym wcześniej istniała Brattahlíð, osada założona przez Eryka Rudego.
Według danych oficjalnych liczba mieszkańców w 2011 roku wynosiła 48 osób.